# كرد عليا
كرد عليا هي قرية في مقاطعة تيران وكرون، إيران. عدد سكان هذه القرية هو 739 في سنة 2006.